# Nikon
Nikon Corporation (株式会社ニコン Kabushiki-gaisha Nikon) listenⓘ (TYO: 7731 ), cũng gọi là Nikon hay Nikon Corp., là một công ty đa quốc gia đóng trụ sở ở Tokyo, Nhật Bản chuyên sản xuất máy ảnh và thiết bị quang. Nikon là hãng sản xuất máy ảnh nổi tiếng của Nhật Bản.
Nikon là công ty con của tập đoàn Mitsubishi. Nikon vốn từ lâu là hãng máy ảnh cơ danh tiếng trên thế giới với ống kính Nikkor rất tốt. Hiện nay, Nikon đã dừng sản xuất máy cơ để chuyển sang sản xuất máy ảnh kỹ thuật số và máy DSLR.
Nikon không sản xuất được bộ cảm biến hình ảnh(sensor) mà phải mua từ các công ty khác như Sony, Kodak

## Lịch sử
Công ty được lập năm 1917 với tên gọi Nippon Kōgaku Kōgyō (日本光学工業株式会社 "Japan Optical Industries"); sau đó đổi tên thành Nikon Corporation năm 1988.
Nippon Kogaku K.K bắt đầu sản xuất loại ống nhòm lăng trụ siêu nhỏ, và sau đó mở rộng ra kính hiển vi, kính thiên văn, những dụng cụ nghiên cứu, dụng cụ đo lường và ống kính camera. Năm 1932, Nikkor được công nhận là thương hiệu của ống kính camera, và ngày nay, thương hiệu sản phẩm Nikkor Optics vẫn đồng nghĩa với chất lượng hàng đầu. Tên Nikon được dùng đầu tiên vào năm 1946 cho máy camera cỡ nhỏ của công ty. Chỉ có một số camera loại này đến được Mỹ, nhưng nó trở thành công nghệ mới nhất trong ngành camera chuyên nghiệp. Năm 1950, Thời báo New Yorks đăng tải hình ảnh Nikon camera và ống kính Nikkor, và cuối thập kỉ đó, hệ thống SLR camera đầu tiên, nền móng của sản phẩm Nikon F, bắt đầu sự thống trị 15 năm trong ngành công nghiệp sản xuất này. 

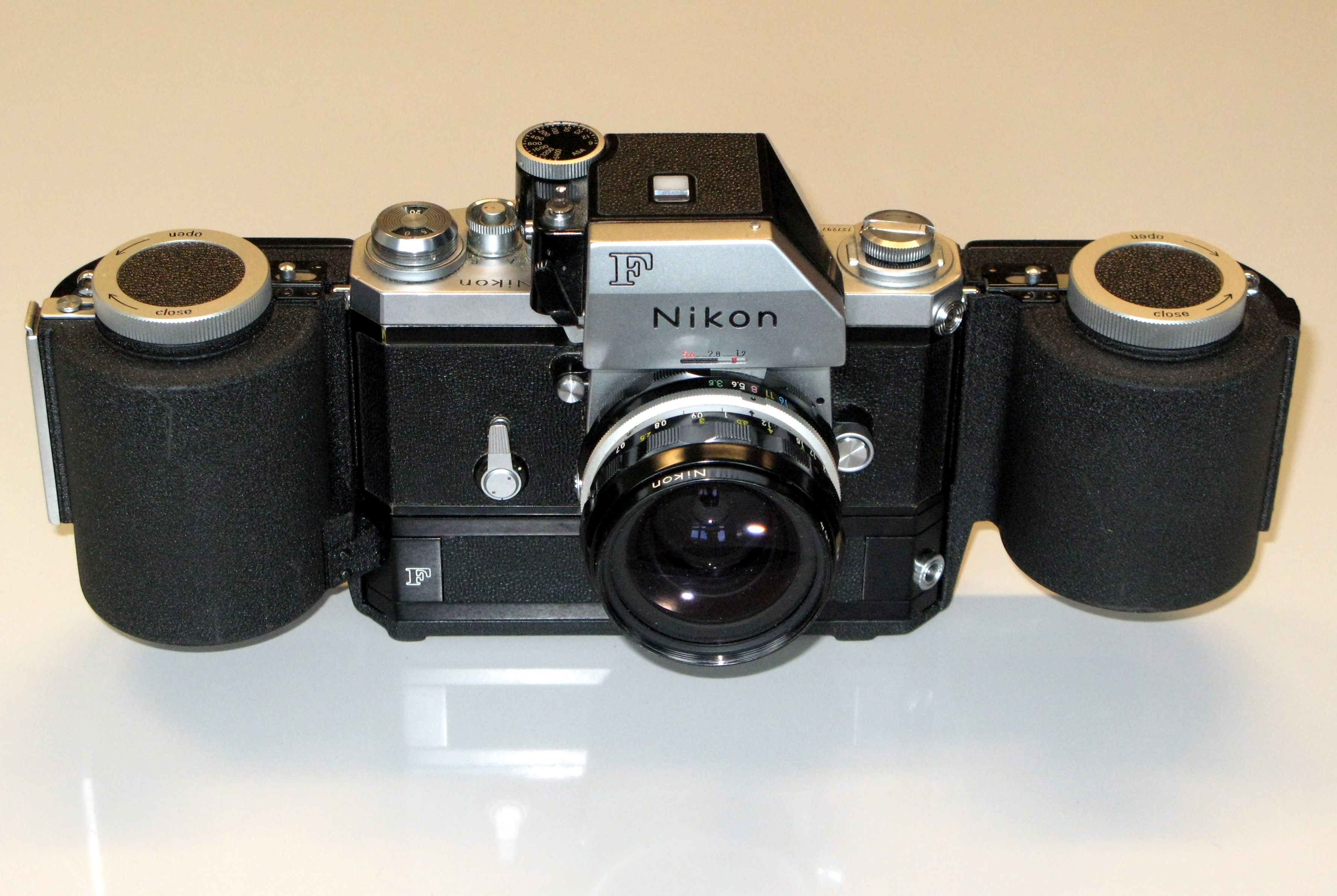
Nikon F sản phẩm máy ảnh sử dụng phim đầu tiên của Nikon sử dụng phim 35mm là Những sản phẩm đánh dấu sự phát triển của ngành nhiếp ảnh của Nikon

Giữa năm 1970 và cuối những năm 1980, công ty giới thiệu những sản phẩm cải tiến ở rất nhiều lĩnh vực như camera, ống kính ngắm, mắt kính, máy đo lường, kính thiên văn, dụng cụ nghiên cứu v.v… Trong suốt thời gian này, công ty đã giới thiệu loại camera tự động đầu tiên. Năm 1988, tên thương hiệu tập đoàn được chuyển thành Tập đoàn Nikon (Nikon Corporation). 
Thập kỉ 90 mở đầu bằng sự trình làng sản phẩm camera F5, ống kính tầm ngắm rộng và giải thưởng dành cho máy ảnh kỹ thuật số Coolpix. Năm 1999, Nikon giới thiệu camera kĩ thuật số megapixel SLR chất lượng cao: Nikon D1. Sản phẩm này được cải tiến với dáng vẻ thể thao, thời trang và có thể chụp được những hình ảnh cực nét cho nhà báo. Giá bán hấp dẫn của sản phẩm đã trở thành bước đệm đầu tiên cho cả một thị trường máy ảnh kĩ thuật số.

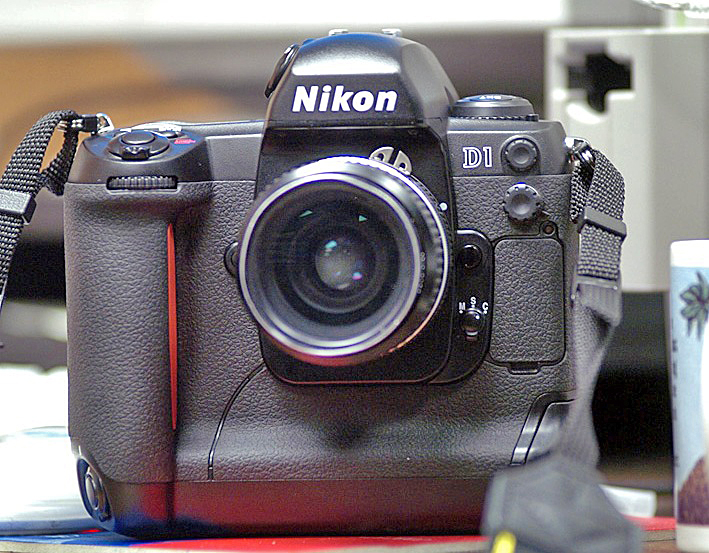
Nikon D1 - Máy ảnh số chuyên nghiệp đầu tiên của Nikon.

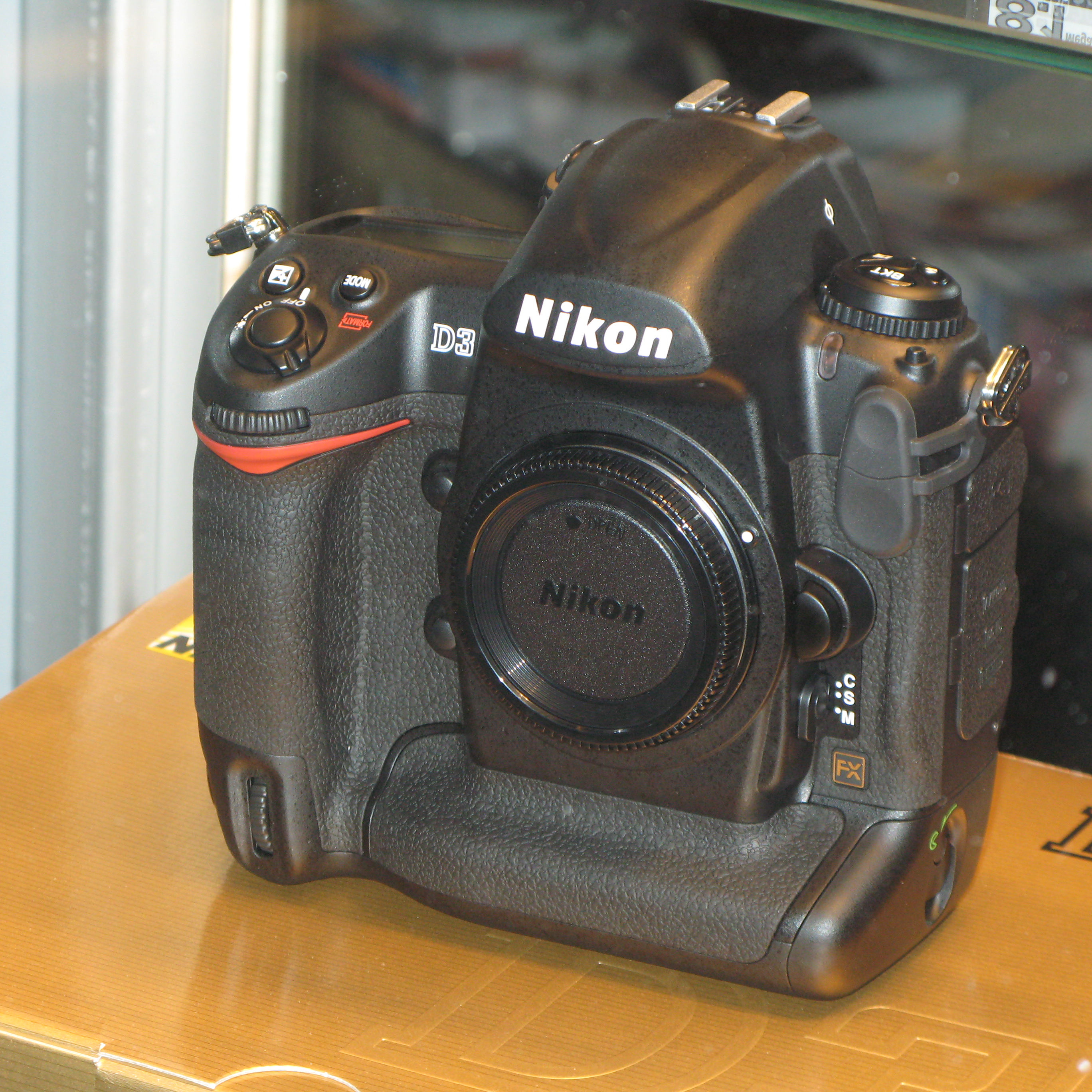
Nikon D3 - 2007: Máy ảnh DSLR đầu tiên có cảm biến Full-frame của Nikon.

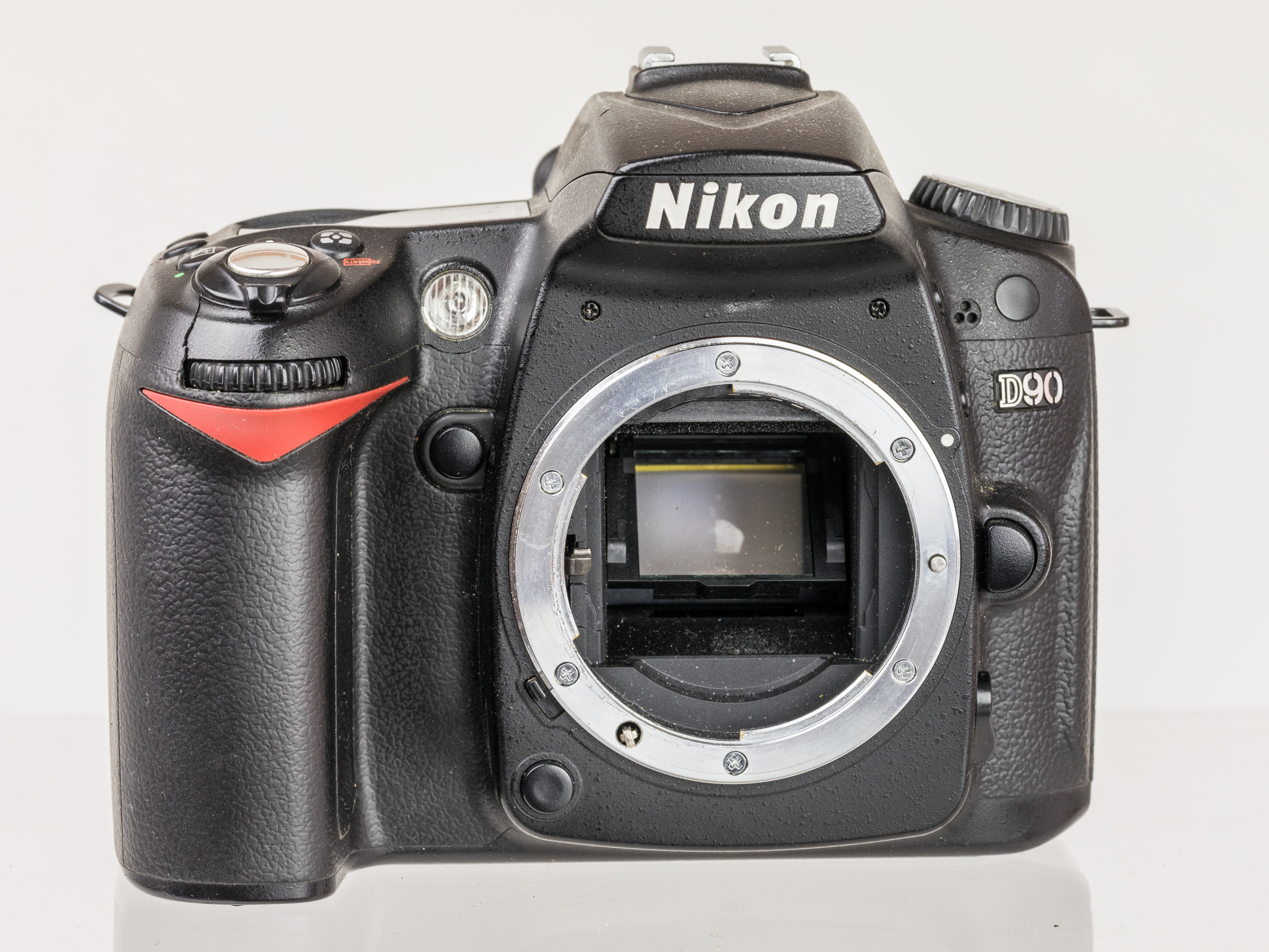
Nikon D90 - 2008 - Máy ảnh quay phim chuẩn HD đầu tiên trên thế giới, đánh dấu 1 bước phát triển mới trong ngành ảnh số DSLR.

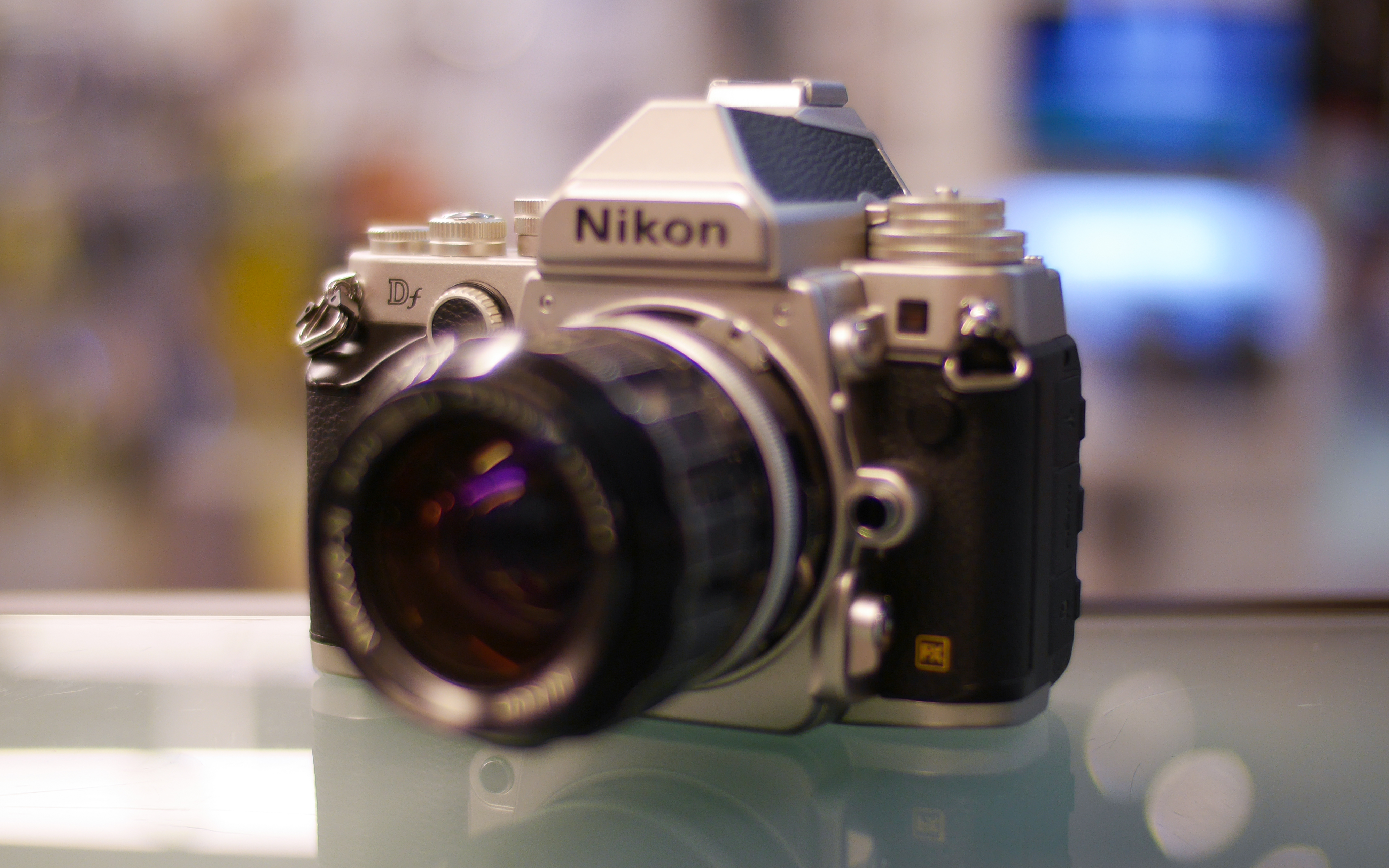
Nikon Df - 2013 - Máy ảnh lưu dấu hoài niệm của Nikon với ruột máy DSLR nhưng kiểu dáng mang đậm dấu ấn cổ của SLR.

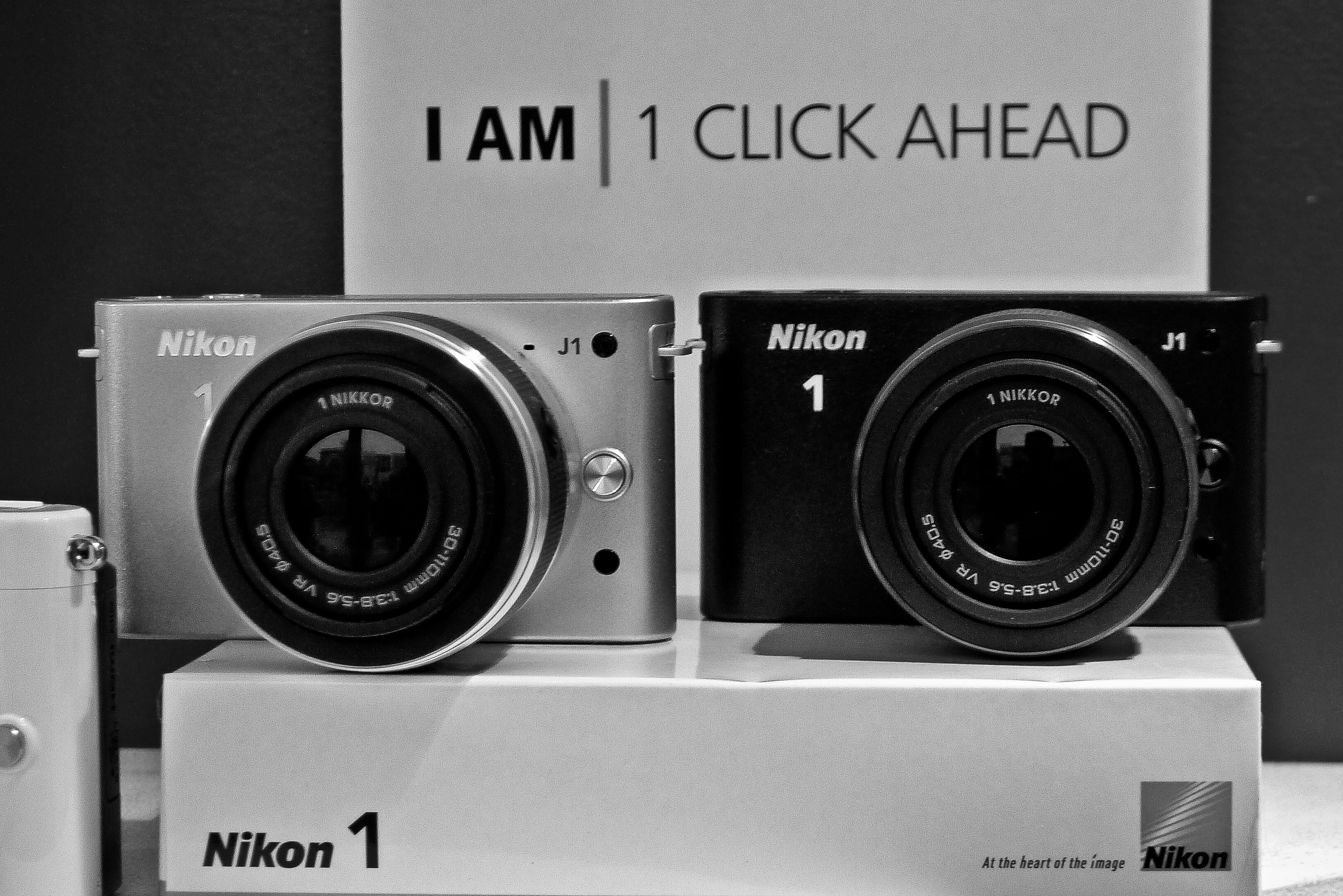
Nikon J1 máy ảnh số Mỉrroless đầu tiên của nikon

### Sản phẩm nổi bật của Nikon
Nikon trình làng rất nhiều dòng sản phẩm cao cấp từ công nghệ sản xuất linh kiện máy rửa hình cho đến camera chuyên nghiệp và bán chuyên nghiệp, từ kính hiển vi và các sản phẩm phục vụ khoa học, thiết bị đo lường, ống nhòm, mắt kính, máy scan v.v… Thực tế là tất cả những dòng sản phẩm của Nikon đều dựa trên tiêu chuẩn: kính Nikon được làm với công nghệ cao và chính xác. Nikon là một trong những nhà sản xuất ống kính hàng đầu, Nikon chỉ đạo trong từng phần sản xuất ống kính từ cải tiến kiểu dáng đến chọn lựa vật liệu thô, từ dây chuyền công nghệ hiện đại nhất đến tiêu chuẩn sản xuất chính xác nhất. Nikon đã phát triển hơn 200 loại ống kính và là người đi đầu trong sáng tạo kiểu mẫu và sản xuất kính hội tụ nhằm giảm bớt độ sai của thị giác.

#### Những phát triển gần đây
Nikon đã cố gắng duy trì sự tương hợp giữa sự phát triển công nghệ và hình ảnh thương hiệu Nikon. Hệ thống hình ảnh toàn diện (Total Imaging System) của Nikon - một hệ thống hợp nhất máy camera, thấu kính, máy scan, phụ tùng kèm theo - đảm bảo chất lượng và tính chính xác. Nikon tiếp tục mở rộng dòng sản phẩm và hoàn thiện sản phẩm với nhiều tính năng mới, tiện lợi hơn và cải tiến hơn.
- "LBCAST" – máy ảnh siêu nhạy, nâng cao chất lượng hình ảnh và tốc độ chụp
- WT-1A không dây giúp người chụp hình chuyển hình ảnh thẳng vào hệ thống máy tính nội bộ.
- Chức năng giảm run trong ống kính VR giúp hình ảnh rõ nét hơn với tốc độ chụp chậm hơn
- Sản phẩm mới nhất iTTL với hệ thống Speedlight tự động giúp Nikon Speedlights được kiểm soát bởi camera mà không cần sự kết nối. Hoàn thành thông qua hệ thống vi tính phức tạp, công nghệ này đã thổi một luồn cách mạng hoá cho máy ảnh kĩ thuật số LSR
- Sản phẩm 1,005-pixel Sensor 3D Color Matrix Meter của Nikon đưa ra tính chất chụp tự động
- Scene Assist™, In-Camera Red-Eye Fix và One-Touch Red-Eye Fix™ cho phép nhiếp ảnh gia không chuyên cũng có thể chụp được những bức ảnh xuất sắc.
- Phần mềm cải tiến của Nikon rất dễ sử dụng, giúp tiến độ công việc đi nhanh và dễ dàng hơn
- Camera kĩ thuật số SLR thế hệ mới giúp khả năng tạo hình cực kì rõ nét
- Hệ thống chụp ảnh sóng vi phân của Nikon có thể giúp bạn nhìn thấy được từ gene và phân tử protein trong từng tế bào sống, một cú đột phá quan trọng cho ngành khoa học nghiên cứu đời sống
- Sự kết hợp giữa công nghệ của kính hiển vi khoa học, camera kĩ thuật số và công nghệ rửa ảnh, Nikon đã giới thiệu loại kính hiển vi kĩ thuật số có thể thay thế loại thấu kính truyền thống với hình ảnh kỹ thuật hiện trên màn hình. Kiểu thiết kế "tất cả trong một" này bao gồm những điểm đặc biệt của quan sát, chụp ảnh, và mạng lưới truyền tin.
- Công nghệ mới "Fly Eye" và Hình ảnh kĩ thuật mang đến chất lượng cao nhất cho kĩ thuật Epi Flourescence và khả năng chụp ảnh